# Federico Gonzaga di Luigi I
Federico Gonzaga (Mantova, ... – 1376 circa) è stato un condottiero italiano.

## Biografia
Era figlio di Luigi I Gonzaga primo capitano del popolo di Mantova e di Caterina Malatesta.
Partecipò nel 1354 alla congiura che ordì Fregnano della Scala contro Cangrande, signore di Verona.
Nel 1376 prese parte alla congiura contro suo nipote Ludovico II Gonzaga, assieme a Odoardo Gonzaga e a Guglielmo Gonzaga, figli di Feltrino. La trama venne scoperta da un cortigiano, Guido Cavriani. Federico venne condannato a morte ma riuscì a fuggire.

## Ascendenza
|                           |                        |                                              | Genitori        |  |  | Nonni |  |  | Bisnonni        |  |  | Trisnonni       |  |
|                           |                        |                                              |                 |  |  |       |  |  | Antonio Corradi |  |  | Guidone Corradi |  |
|                           |                        |                                              |                 |  |  |       |  |  | Antonio Corradi |  |  | Guidone Corradi |  |
|                           |                        | …                                            |                 |  |  |       |  |  | Antonio Corradi |  |  |                 |  |
| Guido Corradi             |                        |                                              |                 |  |  |       |  |  | Antonio Corradi |  |  |                 |  |
|                           |                        | Richilde Pedroni                             | Ugo de' Pedroni |  |  |       |  |  |                 |  |  |                 |  |
|                           |                        | Richilde Pedroni                             | Ugo de' Pedroni |  |  |       |  |  |                 |  |  |                 |  |
|                           |                        | Richilde Pedroni                             | …               |  |  |       |  |  |                 |  |  |                 |  |
| Luigi I Gonzaga           |                        | Richilde Pedroni                             |                 |  |  |       |  |  |                 |  |  |                 |  |
|                           |                        | Strambino dei conti San Martino di Strambino | …               |  |  |       |  |  |                 |  |  |                 |  |
|                           |                        | Strambino dei conti San Martino di Strambino | …               |  |  |       |  |  |                 |  |  |                 |  |
|                           |                        | Strambino dei conti San Martino di Strambino | …               |  |  |       |  |  |                 |  |  |                 |  |
| Estrambina di San Martino |                        | Strambino dei conti San Martino di Strambino |                 |  |  |       |  |  |                 |  |  |                 |  |
|                           |                        | ...                                          | …               |  |  |       |  |  |                 |  |  |                 |  |
|                           |                        | ...                                          | …               |  |  |       |  |  |                 |  |  |                 |  |
|                           |                        | ...                                          | …               |  |  |       |  |  |                 |  |  |                 |  |
| Federico Gonzaga          |                        | ...                                          |                 |  |  |       |  |  |                 |  |  |                 |  |
|                           | Malatesta da Verucchio | Malatesta I Malatesta                        |                 |  |  |       |  |  |                 |  |  |                 |  |
|                           | Malatesta da Verucchio | Malatesta I Malatesta                        |                 |  |  |       |  |  |                 |  |  |                 |  |
|                           | Malatesta da Verucchio | Adelasia                                     |                 |  |  |       |  |  |                 |  |  |                 |  |
| Pandolfo I Malatesta      | Malatesta da Verucchio |                                              |                 |  |  |       |  |  |                 |  |  |                 |  |
|                           |                        | Margherita Paltenieri                        | …               |  |  |       |  |  |                 |  |  |                 |  |
|                           |                        | Margherita Paltenieri                        | …               |  |  |       |  |  |                 |  |  |                 |  |
|                           |                        | Margherita Paltenieri                        | …               |  |  |       |  |  |                 |  |  |                 |  |
| Caterina Malatesta        |                        | Margherita Paltenieri                        |                 |  |  |       |  |  |                 |  |  |                 |  |
|                           |                        | ...                                          | …               |  |  |       |  |  |                 |  |  |                 |  |
|                           |                        | ...                                          | …               |  |  |       |  |  |                 |  |  |                 |  |
|                           |                        | ...                                          | …               |  |  |       |  |  |                 |  |  |                 |  |
| Taddea da Rimini          |                        | ...                                          |                 |  |  |       |  |  |                 |  |  |                 |  |
|                           |                        | ...                                          | …               |  |  |       |  |  |                 |  |  |                 |  |
|                           |                        | ...                                          | …               |  |  |       |  |  |                 |  |  |                 |  |
|                           |                        | ...                                          | …               |  |  |       |  |  |                 |  |  |                 |  |
|                           |                        | ...                                          |                 |  |  |       |  |  |                 |  |  |                 |  |